# Ronde van Italië 2010/Derde etappe

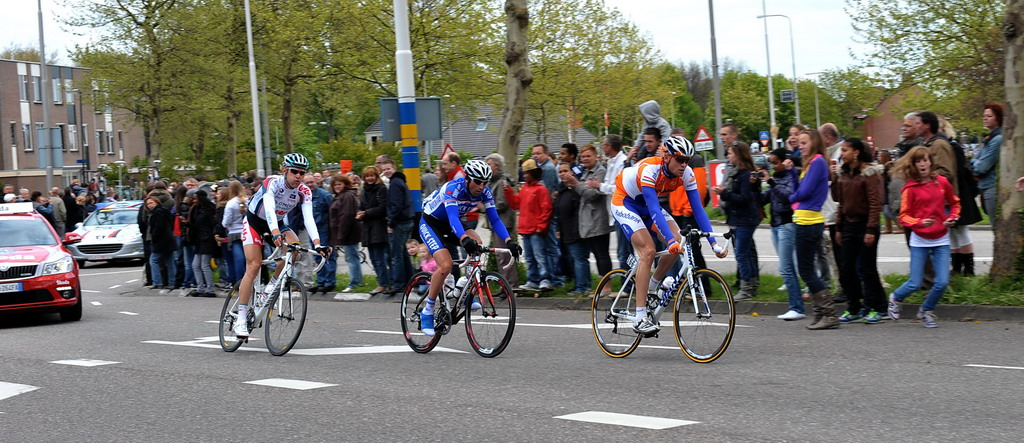
Tom Stamsnijder, Jérôme Pineau en Olivier Kaisen in Zoetermeer, tijdens de derde etappe.

De derde etappe van de Ronde van Italië 2010 werd verreden op 10 mei 2010 en was de derde en tevens laatste etappe die in Nederland plaatsvond.
De start van de etappe was opnieuw in Amsterdam. Daarna ging het peloton naar Middelburg, waar na 224 km de finish bereikt werd.

## Verslag

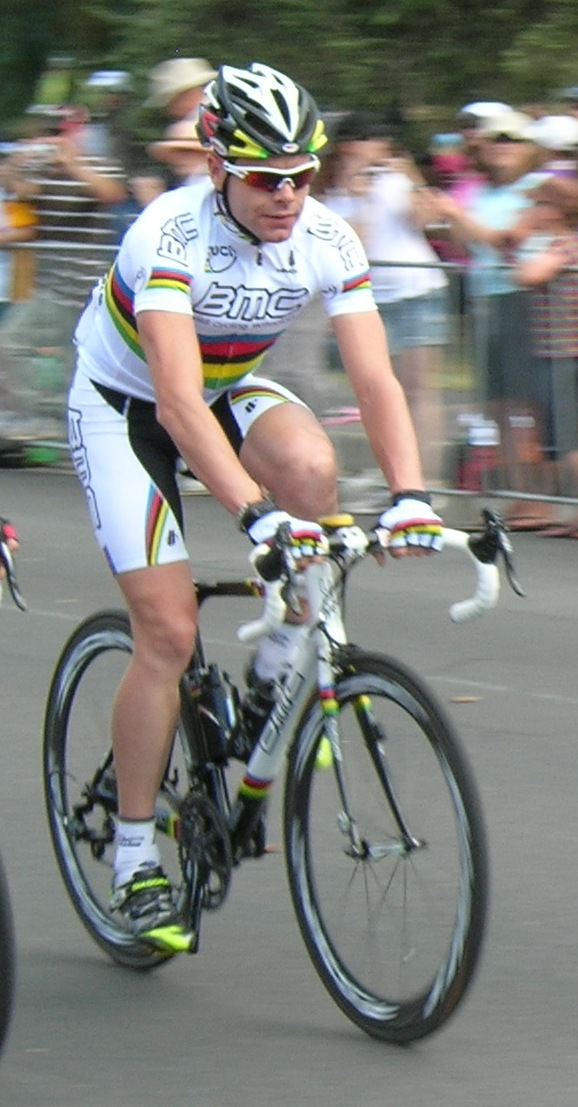
Cadel Evans, klassementleider vóór de wedstrijd

De derde etappe startte vanaf de Amsterdamse Zuidas. Het peloton startte met Cadel Evans (BMC Racing Team) als klassementsleider. In het puntenklassement startte Tyler Farrar (Team Garmin-Transitions) als koploper.
De rit van Amsterdam naar Middelburg ging door Zeeland en liep daar grotendeels parallel met de Noordzee. Gevolg: veel wind en een peloton dat in waaiers werd getrokken. Leider Evans reed een alerte rit, maar ging in de slotfase, net als Bradley Wiggins, toch tegen de grond. Een uitgedund peloton stormde naar de streep en Wouter Weylandt versloeg onder andere Graeme Brown. Aleksandr Vinokoerov was ook mee en neemt de roze trui over van Evans. Die verloor uiteindelijk 46 seconden.

## Uitslagen
| Uitslag etappe | Uitslag etappe       | Uitslag etappe | Uitslag etappe |
| rang           | renner               | land           | tijd           |
| -------------- | -------------------- | -------------- | -------------- |
| 1              | Wouter Weylandt      | BEL            | 5u 00'06"      |
| 2              | Graeme Brown         | AUS            | z.t.           |
| 3              | Robert Förster       | GER            | z.t.           |
| 4              | Danilo Hondo         | GER            | z.t.           |
| 5              | Adam Blythe          | GBR            | z.t.           |
| 6              | André Greipel        | GER            | z.t.           |
| 7              | Linus Gerdemann      | GER            | z.t.           |
| 8              | Vincenzo Nibali      | ITA            | z.t.           |
| 9              | Thomas Rohregger     | AUT            | z.t.           |
| 10             | Aleksandr Vinokoerov | KAZ            | z.t.           |

| Algemeen klassement | Algemeen klassement  | Algemeen klassement | Algemeen klassement | Algemeen klassement |
| rang                | renner               | land                | ploeg               | tijd                |
| ------------------- | -------------------- | ------------------- | ------------------- | ------------------- |
|                     | Aleksandr Vinokoerov | KAZ                 | Astana              | 10u 07'18"          |
| 2                   | Richie Porte         | AUS                 | Team Saxo Bank      | z.t.                |
| 3                   | David Millar         | GBR                 | Garmin-Slipstream   | +00'01"             |
| 4                   | Vincenzo Nibali      | ITA                 | Liquigas-Doimo      | +00'05"             |
| 5                   | Marcel Sieberg       | GER                 | Team HTC-Columbia   | +00'07"             |
| 6                   | Matthew Goss         | AUS                 | Team Saxo Bank      | +00'10"             |
| 7                   | André Greipel        | GER                 | Team HTC-Columbia   | +00'10"             |
| 8                   | Linus Gerdemann      | GER                 | Team Milram         | +00'12"             |
| 9                   | Stefano Garzelli     | ITA                 | Acqua e Sapone      | +00'15"             |
| 10                  | Pieter Weening       | NED                 | Team Rabobank       | +00'16"             |

## Nevenklassementen
| Puntenklassement | Puntenklassement | Puntenklassement | Puntenklassement        | Puntenklassement |
| rang             | renner           | land             | ploeg                   | punten           |
| ---------------- | ---------------- | ---------------- | ----------------------- | ---------------- |
|                  | Graeme Brown     | AUS              | Rabobank                | 28               |
| 2                | Wouter Weylandt  | BEL              | Quick Step              | 27               |
| 3                | Tyler Farrar     | USA              | Team Garmin-Transitions | 25               |

| Bergklassement | Bergklassement  | Bergklassement | Bergklassement   | Bergklassement |
| rang           | renner          | land           | ploeg            | punten         |
| -------------- | --------------- | -------------- | ---------------- | -------------- |
|                | Paul Voss       | GER            | Team Milram      | 4              |
| 2              | Stefano Pirazzi | ITA            | Colnago-CSF Inox | 4              |
| 3              | Rick Flens      | NED            | Rabobank         | 4              |

| Jongerenklassement | Jongerenklassement | Jongerenklassement | Jongerenklassement | Jongerenklassement |
| rang               | renner             | land               | ploeg              | tijd               |
| ------------------ | ------------------ | ------------------ | ------------------ | ------------------ |
|                    | Richie Porte       | AUS                | Team Saxo Bank     | 10u 07'18"         |
| 2                  | Matthew Goss       | AUS                | Team HTC-Columbia  | +00'10"            |
| 3                  | Valerio Agnoli     | ITA                | Liquigas-Doimo     | +00'25"            |

| Ploegenklassement | Ploegenklassement | Ploegenklassement | Ploegenklassement | Ploegenklassement |
| rang              | ploeg             | land              | tijd              |                   |
| ----------------- | ----------------- | ----------------- | ----------------- | ----------------- |
|                   | Team Saxo Bank    | DEN               | 30u 22'06"        |                   |
| 2                 | Team HTC-Columbia | Verenigde Staten  | +0'06"            |                   |
| 3                 | Astana            | KAZ               | +0'07"            |                   |

## Opgaves
- Christian Vande Velde (Team Garmin-Transitions)

1e etappe ·
2e etappe ·
3e etappe ·
4e etappe ·
5e etappe ·
6e etappe ·
7e etappe ·
8e etappe ·
9e etappe ·
10e etappe ·
11e etappe ·
12e etappe ·
13e etappe ·
14e etappe ·
15e etappe ·
16e etappe ·
17e etappe ·
18e etappe ·
19e etappe ·
20e etappe ·
21e etappe
Startlijst · Eindstanden · Afbeeldingen